# Kryptopterus lais
Kryptopterus lais is een straalvinnige vissensoort uit de familie van de echte meervallen (Siluridae). De wetenschappelijke naam van de soort werd voor het eerst geldig gepubliceerd in 1851 door Pieter Bleeker.